# نیوون روبش
نیوون روبش (Nivon Robesh Gamini) (زاده ۲۴ ژوئیه ۱۹۸۴) یک داور فوتبال اهل کشور سری‌لانکا است.
او در سال ۲۰۱۲ میلادی در لیست داوران بین‌المللی فیفا قرار گرفت.
وی در لیگ قهرمانان آسیا قضاوت کرده‌است.